# Pulpa pofermentacyjna
Pulpa pofermentacyjna (także: masa pofermentacyjna lub poferment) – produkt fermentacji metanowej (najczęściej dokonywanej w biogazowniach). Obok biogazu podstawowy produkt biogazowni.
Pulpa pofermentacyjna charakteryzuje się stosunkowo wysoką zawartością mikro- i makroelementów, azotu, fosforu i potasu w formie zmineralizowanej i wysoką stabilnością biochemiczną. Forma ta jest łatwo przyswajalna dla roślin i z tego względu stanowi dlań cenne źródło odżywcze. Z uwagi na wysoka temperaturę rozpadu biodegradowalnych substratów pulpa jest nawozem pozbawionym chwastów i mikroorganizmów chorobotwórczych, a dodatkowo nie wydziela przykrych zapachów, jak nawozy naturalne. Znajduje zastosowanie w rolnictwie i produkcji biopaliw.
Badania prowadzone przez specjalistów ze Szkoły Głównej Gospodarstwa Wiejskiego, dotyczące możliwości nawozowego wykorzystania pulpy i innych substancji z niej uzyskanych, dowodzą, że są to dobre nawozy, zapewniające większe plony roślinne, jednocześnie mające pozytywny wpływ na właściwości fizykochemiczne gleby.